# Mandian
Mandian is een bestuurslaag in het regentschap Padang Lawas van de provincie Noord-Sumatra, Indonesië. Mandian telt 329 inwoners (volkstelling 2010).